# Селище (Янушковичский сельсовет)
Селище (бел. Се́лішча) — упразднённый хутор (застенок) в Гайно-Слободской волости Борисовского уезда Минской губернии (ныне — в Логойском районе Минской области). Расположен в 30 км к северу от Минска между деревнями Хоружинцы, Великие Бесяды и Бояры. В Селищах на протяжении 9 лет жила семья белорусского поэта Янки Купалы.

## География
Расположен в 30 км к северу от Минска, между деревнями Хоружинцы, Великие Бесяды и Бояры.

## Селище и Янка Купала
Родители Янки Купалы арендовали землю в поселении у помещицы Монюшко в 1895—1904 годах. Здесь Купала написал свои первые стихи: на польском языке (посвящен сестре Леокадии в день ее именин) и наиболее ранние из известных произведений молодого поэта Луцевича, написанных по-белорусски, — стихотворение «Мая доля», датированное 15 июля 1904 года. В Селищах Купала решил поехать учиться в народное училище в Беларучах.
В это время Купала много читал, книги брал у Зыгмунта Чеховича, участника восстания 1863—1864, который жил неподалеку в имении Бесяды.
Янка Купала работал не только на своем хозяйстве, но также искал работу в других местах — домашним учителем, приказчиком в барском имении и др. В 1903 году впервые ненадолго покинул дом в Селищах.
В 1904 году семья Луцевичей уехала из Селищей и переехала в деревню Боровцы.

## Бывшая усадьба
Сегодня на месте бывшего застенка над зеленой рунью возвышается курганок с кочкой деревьев. Бывшие изба, подвалы и сараи стояли ниже — там, где сейчас лес. Там был и сад. В низком месте тек ручей, бил родник. На горе находилась пуня.